# Automotrice à grande vitesse
Pour les articles homonymes, voir AGV.
L'AGV (pour automotrice à grande vitesse) est un train à grande vitesse construit par Alstom. Semblable au TGV dont il reprend une caractéristique importante, l'articulation des voitures, il innove notamment par sa motorisation répartie le long de la rame contrairement aux TGV dont la motorisation est concentrée dans deux motrices situées aux extrémités de la rame. Ainsi il dispose de plus d'espace pour les voyageurs et sa masse est réduite. Il appartient à la famille Avelia
L'AGV est entré en service commercial en Italie le 28 avril 2012, exploité par la société NTV sous le nom de « .Italo »,.
« AGV » est une marque déposée de la société Alstom.

## Objectifs
L'objectif poursuivi dans la conception de ces rames était multiple :
1. concevoir un successeur (une quatrième génération) des rames TGV, en conservant les mêmes normes de sécurité, sans augmentation des coûts de construction, capable de rouler d'emblée sur les voies actuelles ;
2. reprendre le concept de motorisation répartie du TGV 001, qui permet d'abaisser la masse, la consommation énergétique et les coûts de maintenance préventive des rames ;
3. proposer, grâce à cette motorisation répartie, des rames modulables (à la construction) : de 7 à 14 voitures[7] (130  à   250 mètres pour une capacité de 250 à 650 passagers) ;
4. dépasser le seuil des 1 000 kilomètres en trois heures[7]. La vitesse commerciale visée est de l'ordre de 360 km/h[8].

En unité multiples, la capacité d'emport maximale (dans la longueur limite de 400 m imposée par les spécifications techniques d'interopérabilité) est obtenue par deux rames de 11 voitures offrant un total d'environ 920 places. Il est aussi possible d'accoupler trois rames de 7 voitures, ce qui offre des possibilités supplémentaires d'exploitation en tranches multiples (couplage ou découplage d'une rame dans une gare intermédiaire pour desservir une ligne en antenne).

## Conception technique

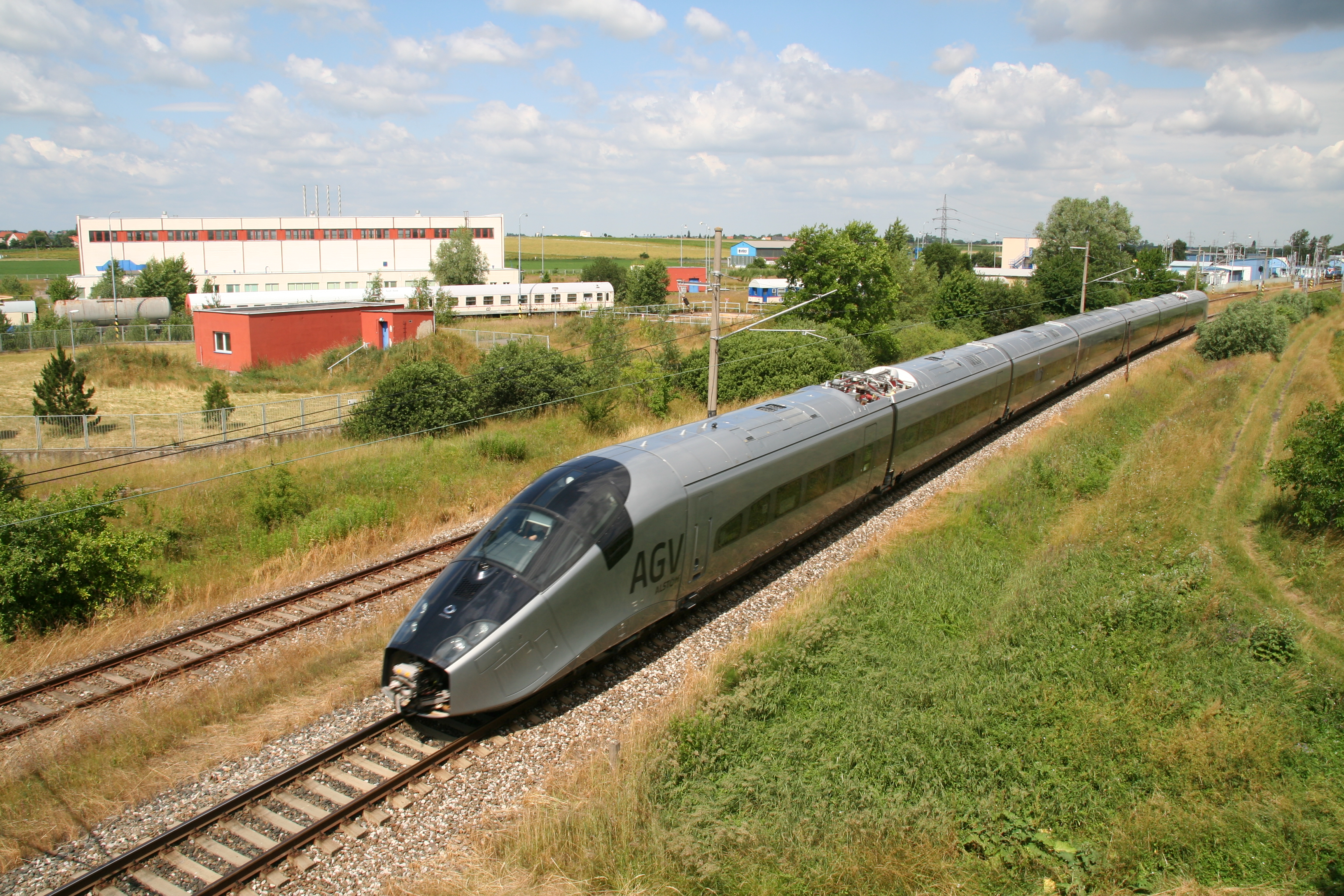
Rame AGV effectuant des tests sur le circuit de Cerhenice (Velim), en République tchèque.

À la différence des TGV dont la motorisation est concentrée dans les deux motrices situées à chaque extrémité de la rame, l'AGV adopte le principe de la motorisation répartie, tous les essieux pouvant être moteurs. En pratique, tous les essieux ne doivent pas obligatoirement être moteurs ; tout dépend de la puissance souhaitée par le client (sur les rames allemandes ICE 3, un bogie sur deux est motorisé). Il est à noter que ce principe est utilisé sur tous les Shinkansen et sur le TGV 001. Ce principe existe donc depuis plus de 45 ans. D'autre part, la technologie des Maglev (dès 1970) utilise, depuis ses débuts, la technologie de la répartition de la motorisation sur toute la longueur de la rame (Transrapid, MLX japonais, HSST, etc.).
Cependant, cette absence de motorisation répartie sur les TGV résulte d'un choix d'Alstom et la SNCF, qui ont dès le début décidé que les rames à grande vitesse seraient indéformables et comporteraient un bogie intermédiaire entre chaque caisse. Cette disposition, qui a fait ses preuves lors de plusieurs accidents, a permis de sauver de nombreuses vies en évitant que la rame se mette en « porte-feuille » en cas de déraillement.
Le choix de maintenir cette disposition était difficilement compatible avec la motorisation répartie. En effet, le TGV-PSE (Paris-Sud-Est) était mû par des moteurs à courant continu, volumineux, qui ont été fixés sous caisse parce que trop difficiles à placer dans le bogie ; leur transmission aurait encore été plus complexe à proximité des articulations et les moteurs auraient transmis des vibrations à la zone voyageurs. À puissance égale, les moteurs synchrones à aimants permanents sont beaucoup plus petits, ce qui permet de les placer avec une transmission plus simple dans les bogies, qui conservent un moment d'inertie raisonnable. L'AGV est le second train au monde, après le TGV 001, qui disposera à la fois de bogies intermédiaires, avec tout ce que cela apporte en matière de sécurité et de confort (pas de sièges sur les bogies), et la motorisation répartie[réf. nécessaire]. En outre, le placement des moteurs dans les bogies abaisse le centre de gravité de la rame, qui la rend plus stable et donc augmente la tendance à rester droit en cas de déraillement.
Cette disposition permet de gagner de l'espace « utile » dans les rames à un niveau (qui n'utilisent pas totalement le gabarit disponible) : les équipements nécessaires à la traction (onduleurs notamment) étant installés sous le plancher voyageurs de chaque voiture, les caisses d'extrémités peuvent accueillir des voyageurs. La capacité peut aller jusqu'à 460 places assises pour une rame de 200 m de long.
Par ailleurs, grâce à l'utilisation de convertisseurs de traction à IGBT refroidis à l'eau et de moteurs synchrones à aimants permanents, le rapport puissance/poids de l'AGV est élevé, de l'ordre de 22 kW/t, ce qui permettrait de réduire la masse de 430 à 395 tonnes par rapport aux TGV actuels, la consommation d'énergie de 15 % et les coûts de maintenance de 30 % tout en augmentant la capacité à bord de 20 %. En l'état actuel de la technique, les rames à deux niveaux, qui utilisent déjà au mieux le gabarit, ne permettent pas une répartition complète des équipements de traction, ce qui s'oppose à la  construction d'AGV à deux niveaux comme les TGV Duplex. Alstom a cependant annoncé en avril 2008 qu'il y aurait des AGV Duplex. Ce projet a été abandonné, en raison de la complexité technique liée au manque d'espace disponible.
Un prototype partiel, dénommé « Elisa » a été construit sur la base d'une partie de la rame TGV Réseau no 502 accidentée.
La première rame prototype complète, dénommée « PEGASE » (Prototype Evolutif Grande vitesse d'Automotrice Standard Européenne) et composée de sept voitures, est sortie des usines Alstom d'Aytré en février 2008 pour entamer une campagne d'essais de six mois en République tchèque.

## Marché et vente
Le premier client de l'AGV est la compagnie privée italienne Nuovo Trasporto Viaggiatori, qui a signé le 17 janvier 2008 un contrat portant sur vingt-cinq rames à livrer en 2011 et 2012. Le contrat porte également sur la maintenance du matériel par Alstom. Alstom n'a reçu aucune autre commande à ce jour.
Ces rames sont composées de onze voitures (soit environ 500 places), et utilisées par NTV sur des liaisons Turin-Naples (par Milan et Rome), Rome-Venise (par Bologne) et Turin-Ancône (par Milan).
La particularité de cette commande est d'avoir été réalisée avant la présentation officielle de l'automotrice. En effet, l'AGV a été publiquement dévoilée le 5 février 2008 dans l'usine d'Aytré du groupe, à côté de La Rochelle.

### Le .Italo

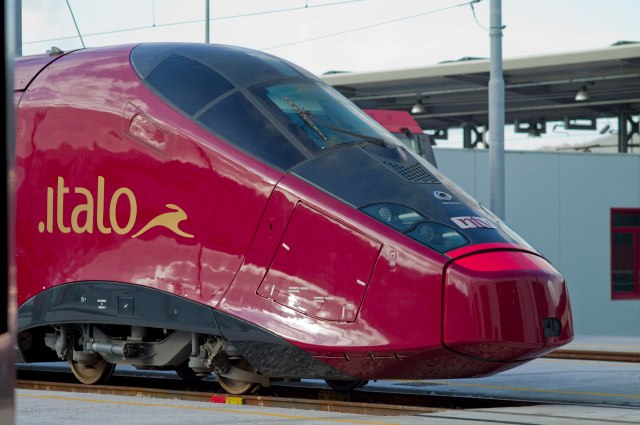
AGV NTV.

Première version de l'AGV à entrer en service commercial, le 28 avril 2012, le « .Italo » circule en Italie, géré par la société NTV. Il dessert 9 villes et 17 gares. Les voyageurs disposent d'internet et de la télévision par satellite, ainsi que d'écrans individuels. Le train comporte une voiture de cinéma.

## Avancées du projet
(mars 2014).
 (mars 2014).
- Le 5 février 2008, présentation de la rame Pégase à Aytré en présence du président de la République française Nicolas Sarkozy.
- En mai 2008, la rame Pégase est acheminée vers le circuit d'essai de Velim en République tchèque pour 4 mois d'essais à 200 km/h maximum.
- Le 2 octobre 2008, Pégase de retour en France.
- Du 21 novembre au 14 décembre 2008, Pégase a effectué des essais sur la LGV Est européenne entre les gares de Champagne-Ardenne TGV et Lorraine TGV. Ces essais ont eu lieu durant 12 nuits sur quatre week-ends, hors exploitation de la LGV. La rame prototype y a parcouru 7 200 km et atteint la vitesse de 364 km/h[13],[14].
- Pégase a effectué des essais au centre d’essais de Velim pendant plusieurs mois début 2009.
- De janvier à juillet 2010, Pégase roule en Italie pour les derniers essais en vue de son homologation en Italie[15]. Pégase roulera d'abord sur la ligne conventionnelle Rome-Florence, puis sur une portion de LGV Rome - Naples, et enfin sur la Direttissima Florence-Rome.
- Un communiqué de presse du 24 mars 2010[16] annonce que l'AGV a atteint la vitesse de 300 km/h en Italie, ce qui marque la fin de la phase d'essais préliminaires.
- La première rame AGV « .Italo » pour NTV quitte l'usine Alstom d'Aytré/La Rochelle pour rejoindre le site d’essais de Bellevue le 10 mai 2010[17].
- La première rame AGV « .Italo » pour NTV quitte le site d'essais de Bellevue pour rejoindre l'usine Alstom de Petite-Forêt à Raismes le 29 octobre 2010 afin d'effectuer quelques tours de roues avant son envoi en Italie[18].
- Le 12 décembre 2010, l'AGV a atteint la vitesse de 330 km/h sur la LGV Milan - Bologne.
- En octobre 2011, une rame de la société NTV a réalisé une série d'essais sur la LGV Rhin-Rhône, cette dernière n'était pas encore mise en service commercial[19].
- Le 21 avril 2012, voyage inaugural sur Rome-Naples.
- Le 28 avril 2012, mise en service de l'AGV sur Naples-Rome-Florence-Bologne-Milan.